# J̌ebe Noyan
J̌ebe oder J̌ebe Noyan (mittelmongolisch: ᠵᠡᠪᠡ ᠨᠣᠶᠠᠨ, J̌ebe Noyan; mongolisch (modern): Зэв ноён, Zev Noyon; chinesisch: 哲別 那顏, Zhébié Nuóyán; * um 1180 in der heutigen Mongolei; † vermutlich 1223 in der heutigen Ukraine) war einer der bedeutendsten Generale des frühen Mongolischen Reichs unter Dschingis Khan. Sein Geburtsname war J̌irqo'adai, den Spitznamen J̌ebe (mongolisch für Waffe, Pfeil), unter dem er berühmt wurde, verlieh ihm Dschingis Khan selbst. Als Führer eines Tümen (Zehntausenderschaft der mongolischen Armee), bekleidete er den Rang eines Noyan (wörtlich: Prinz, Herr; vergleichbar dem englischen Sir) und führte diesen Titel als Beinamen.
J̌ebe gilt als einer der fähigsten Feldherren Dschingis Khans, der sich durch zahlreiche erfolgreiche Kampagnen, vor allem während der Eroberungsfeldzüge gegen China und Zentralasien, hervortat und 1223 zusammen mit Sube'etai Ba'atur bis nach Osteuropa vordrang.

## Leben

### Herkunft und frühe Jahre
Angaben über J̌ebes Leben sind in den Primärquellen äußerst dürftig. Insbesondere zu seinen frühen Jahren und den Beginn seiner Laufbahn finden sich Angaben einzig in der Geheimen Geschichte der Mongolen und in der Chronik Dschāmiʿ at-tawārīch des persischen Geschichtsschreibers Raschīd ad-Dīn, und auch dort nur bruchstückhaft. Dies spiegelt sich naturgemäß in der Sekundärliteratur wider, wo die wenigen Angaben weit verstreut sind. Zusammenhängende Darstellungen finden sich nur in stark gerafften, biografischen Skizzen und vereinzelten akademischen Abhandlungen.
Weder sind sein Geburtsdatum und sein Geburtsort bekannt, noch liegen Informationen zu seiner Kindheit und Jugend, seinen Eltern oder seinen Frauen vor, und auch die Umstände seines Todes sind ungewiss. Spärliche Angaben über J̌ebes Abstammung und Familie finden sich nur bei Raschīd ad-Dīn. J̌ebe entstammte dem mongolischen Clan der Besüt, entfernten Verwandten von Dschingis Khans Clan, den Borjigin. Er hatte einen Bruder namens Mönggädü Sa’ur, der zur Gefolgschaft Tolui Khans gehörte, und einen Sohn namens Sunqusun, der ebenfalls Offizier der mongolischen Armee war. Darüber hinaus gibt ad-Dīn an, dass zu seiner Zeit (um 1300) mehrere Verwandte und Nachfahren J̌ebes hohe zivile und militärische Posten im Dienste des mongolischen Herrscherhauses innehatten.

### Anschluss an Dschingis Khan und Ursprung des Namens
Laut der Geheimen Geschichte der Mongolen kämpfte J̌irqo'adai zunächst auf Seiten der Tayiči’ut, einem Clan, zu dem sein eigener Clan in einem Vasallen-Verhältnis stand. Die Tayiči’ut gehörten zu den erbittertsten Feinden des jungen Temüdschins, des späteren Dschingis Khan, und 1201 kam es zu einer Schlacht, die Temüdschin für sich gewinnen konnte. Im Verlauf dieser Schlacht wurde Dschingis Khans Pferd, ein Falbe mit weißer Schnauze, von einem Pfeil getroffen und getötet. Als Dschingis Khan nach der Schlacht die Gefangenen fragte, wer den Pfeil abgeschossen habe, trat J̌irqo'adai vor. Er gestand ein, dass er der Schütze gewesen war, und erbot sich, Temüdschin treu zu dienen, sollte dieser ihn am Leben lassen. Temüdschin zeigte sich beeindruckt von dem Mut des Mannes, der im Angesicht des Feindes seine Tat zugab. Er beschied J̌irqo'adai, dass dieser wert sei, ein Nökör (mongolisch: Gefährte, enger Gefolgsmann) zu sein, nahm sein Angebot an und versah ihn zur Anerkennung seines Mutes mit dem Namen J̌ebe. Auch bei Raschīd ad-Dīn findet sich diese Episode. Sein Bericht weicht in Details ab, allerdings erschoss J̌irqo'adai auch hier Dschingis Khans Falben mit weißer Schnauze, gestand dies ein, wurde daraufhin von Dschingis Khan J̌ebe genannt und erhielt zunächst das Kommando über ein Arban (Zehnerschaft der mongolischen Armee).

### Als General

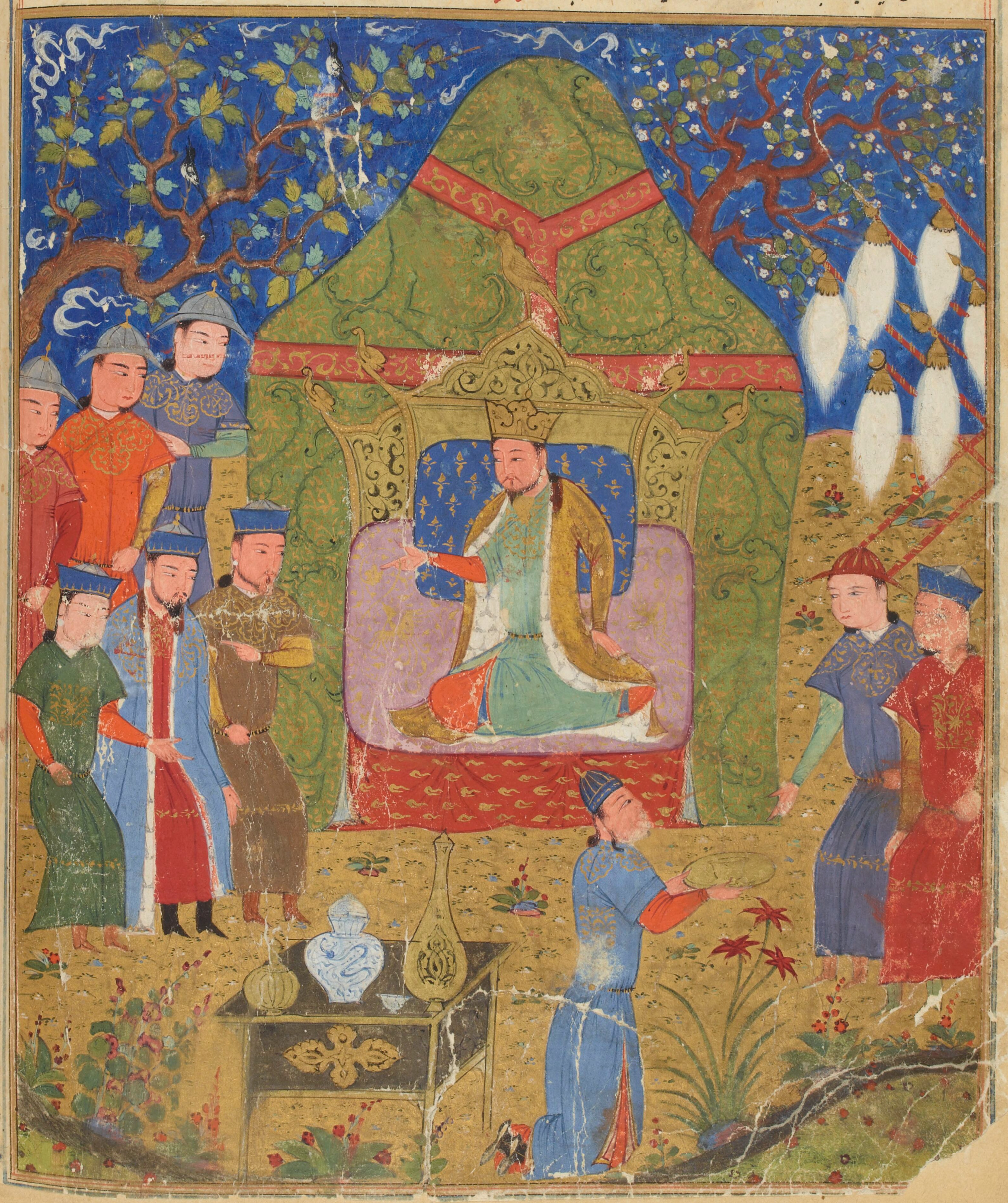
Die Inthronisation des Temüdschin zum Činggis Qan. (Darstellung in einer persischen Chronik, ca. 1430.)

J̌ebe erwies sich als fähiger Kommandeur, stieg in der Hierarchie des mongolischen Militärs schnell auf und gehörte schon bald zur obersten Kommandoebene des Mongolischen Reichs. Er war ein versierter Taktiker, der seine Gegner oft durch eine vorgetäuschte Flucht in Hinterhalte lockte. Er verfeinerte diese unter den Steppenreitern übliche Vorgehensweise und operierte hierbei in Gewaltmärschen mitunter in erstaunlicher Geschwindigkeit, wenn er nach tagelangem Rückzug plötzlich kehrtmachte und über die Gegner herfiel. Auch war er bekannt dafür, dass er weit in feindliches Territorium vordrang, wo er unabhängig vom mongolischen Oberkommando, aber meist im Tandem mit anderen Kommandeuren, operierte, zu Beginn seiner Laufbahn häufig mit Qubilai Noyan, später meist mit Sube'etai Ba'atur. Wiederholt setzte Dschingis Khan J̌ebe für besonders verwegene Einsätze ein oder um gezielt Jagd auf gegnerische Anführer zu machen.
1206 anlässlich seiner Inthronisation zum Dschingis Khan ernannte Temüdschin J̌ebe als einen der Dörben Noqas (Vier Hunde) zu einem seiner bedeutendsten Militärführer. Die Dörben Noqas, J̌ebe, Sube'etai, J̌elme und Qubilai waren die Kommandeure der mongolischen Vorhut und bildeten mit den Dörben Kulu'ud (Vier Rössern) Muqali, Bo'orču, Boroqul und Čila'un, das Zentrum der mongolischen Militärführung um Dschingis Khan. Als im Jahre 1221 der chinesische Diplomat Zhao Hong die Mongolen aufsuchte, stellte er fest, dass außer Muqali, den Dschingis Khan 1217 zum Statthalter Nordchinas gemacht hatte, und Dschingis Khan selbst, wohl kein anderer Kommandeur in der mongolischen Militärhierarchie höher stand als J̌ebe, der das Oberkommando über die mongolischen Stoßtruppen innehatte.

#### Die Vereinigung der mongolischen Stämme (1201–1211)
J̌ebes erste militärische Operation in Diensten Temüdschins, die in den Primärquellen Erwähnung findet, ist eine Schlacht im Jahre 1202, in deren Verlauf Dschingis Khans Truppen die Krieger des Volkes der Tatar vollständig auslöschten. Offiziere Temüdschins hatten mit ihren Männern, entgegen den ausdrücklichen Befehl Temüdschins, begonnen das Lager der Tatar zu plündern, noch bevor der Sieg errungen war. Dschingis Khan entsandte J̌ebe und Qubilai, um den Plünderern ihre Beute wieder wegzunehmen.
1204 kam es zu einer entscheidenden Schlacht gegen eine Koalition verschiedener mongolischer Stämme unter Tayang Khan von den Naiman, die Temüdschins Vorherrschaft unter den Stämmen des Mongolischen Hochplateaus endgültig durchsetzte. Im Vorfeld der Schlacht wurden J̌ebe und Qubilai zu einer Erkundungsmission ausgesandt, in deren Verlauf es zu einem Zusammenstoß mit Kriegern der Naiman kam. Bei der darauffolgenden eigentlichen Schlacht, befehligte J̌ebe einen Teil der Vorhut. Die Mongolen gewannen die Schlacht, Tayang Khan fiel, sein Sohn Güčülük überlebte und flüchtete nach Westen. Der Widerstand gegen Temüdschins Herrschaftsanspruch war zusammengebrochen.
Über J̌ebes Verbleib in den Jahren 1206 bis 1211 liegen keine gesicherten Informationen vor. Möglicherweise verfolgte er, zusammen mit Sube'etai, geflüchtete Überlebende des Stammesverbandes, den Temüdschins Krieger 1204 geschlagen hatten, in das Gebiet der Uigur im Nordwesten des heutigen China. Dort empfingen die Mongolen 1209 nicht nur die Unterwerfung der Uigur, sondern brachten auch den Geflüchteten eine erneute Niederlage bei. Abermals gelang jedoch Teilen der gegnerischen Truppen die Flucht.

#### Der Feldzug gegen die Jin (1211–1215)

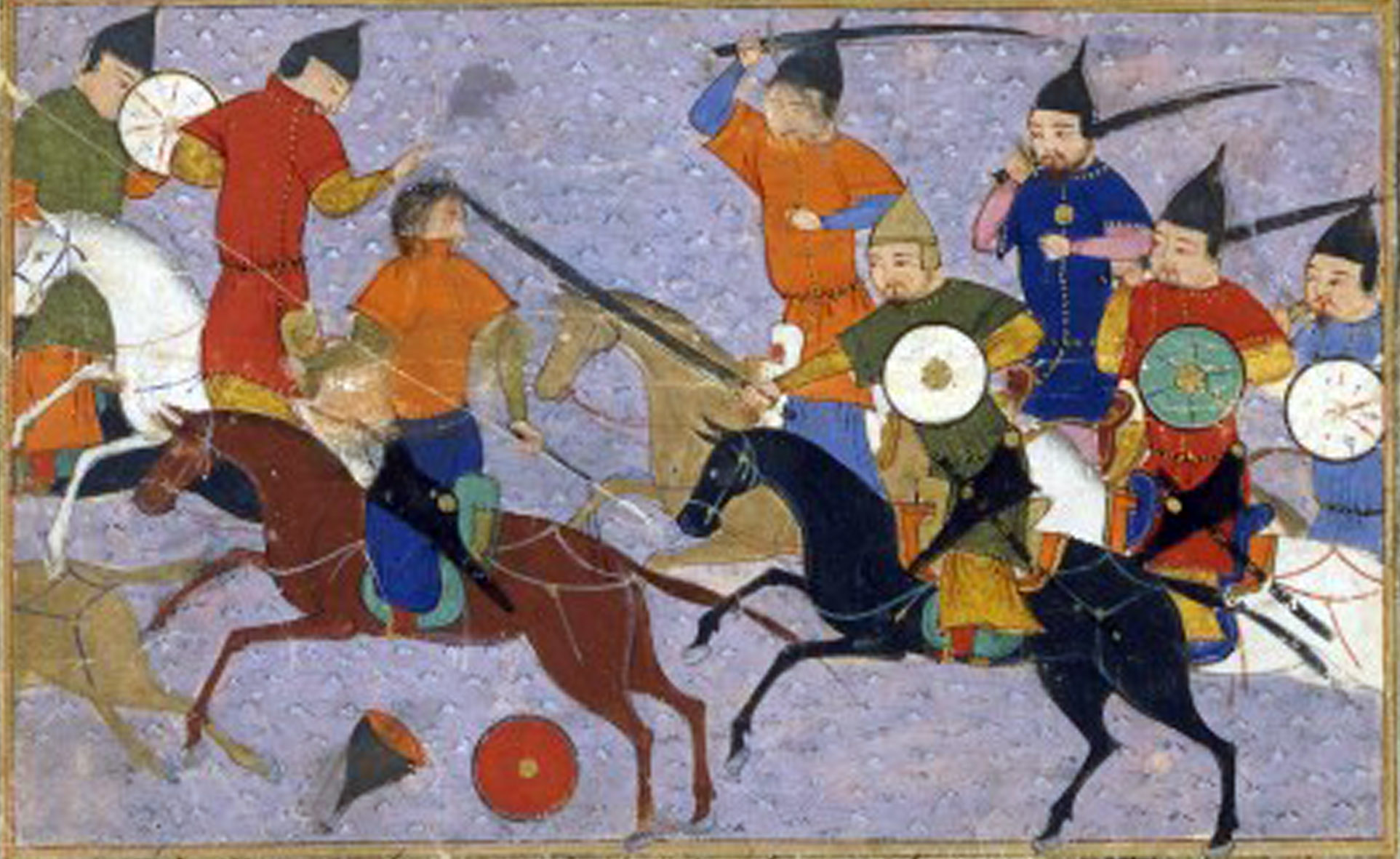
Schlacht zwischen den Mongolen und den Jin. (Darstellung in einer persischen Chronik, ca. 1430.)

1211 eröffnete Dschingis Khan seinen Feldzug gegen seinen mächtigsten Gegner, die Jin-Dynastie der Jurchen in Nordchina. Wieder führte J̌ebe Truppen der Vorhut. Er schlug eine chinesische Armee bei der Festung von Wusha (Wushabao, heute Ulanqab) und zerstörte im Anschluss die Festung. Im Herbst 1211 führte er einen Angriff auf die Stellungen am Juyongguan und es gelang ihm, den Pass einzunehmen. Im Anschluss daran führte J̌ebe einen waghalsigen Befehl aus. Er zog mit einem relativ kleinen Truppenkontingent über 500 Kilometer durch feindliches Gebiet und eroberte Liaoyang, die in der Mandschurei gelegene, östliche Hauptstadt der Jin. Im Frühjahr 1212 zogen die Mongolen sich zunächst nach Norden zurück und gaben zahlreiche der bereits eroberten Stellungen wieder auf, darunter den Juyongguan, den die Jin daraufhin mit starken Truppenverbänden besetzten und dessen Verteidigungsanlagen sie verbesserten.
Bei einer erneuten Offensive 1213 belagerten die Mongolen den nördlichen Ausgang des Juyongguan abermals, konnten den Pass aber nicht einnehmen. J̌ebe zog im Eiltempo auf einer unwegsamen, unerwarteten Route nach Westen, überraschte und schlug die Jin am Zijingguan, konnte so in den Süden des Juyongguan vordringen, diesen von dort aus angreifen und die Besatzungstruppen zur Kapitulation zwingen. In der Folge kämpfte J̌ebe vermutlich an der Seite Dschingis Khans, sie verwüsteten die Provinzen Hebei und Shandong und belagerten anschließend Zhōngdū (heute ein Teil Pekings), die Hauptstadt der Jin. Nach einem vorläufigen Friedensschluss mit den Jin kehrte Dschingis Khan, begleitet von J̌ebe, in die Mongolei zurück.

#### Die Jagd auf Güčülük und die Annexion Kara Kitais (1216–1218)
Güčülük, der Sohn Tayang Khans von den Naiman, war nach dem Tod seines Vaters 1204 nach Westen geflüchtet. Zuflucht fand er bei Yelü Zhilugu, dem Gür Khan (Universeller Khan) Kara Kitais. 1211 putschte Güčülük gegen Yelü Zhilugu und übernahm die Herrschaft Kara Kitais. Er stellte nun eine ernst zu nehmende Gefahr im Westen des entstehenden Mongolischen Reichs dar, die Dschingis Khan nicht tolerieren konnte. 1216 beauftragte er J̌ebe, in Kara Kitai einzufallen und Güčülük zu eliminieren. Der Usurpator Güčülük, ein zum Buddhismus konvertierter nestorianischer Christ, war bei der überwiegend muslimischen Bevölkerung, die er aufgrund ihres Glaubens verfolgte, äußerst verhasst.
Als J̌ebe Kara Kitai erreichte, proklamierte er Religionsfreiheit für jene Städte und Provinzen, die sich den Mongolen friedlich unterwarfen und anschlossen. Bedeutende Städte Kara Kitais, etwa Balasagun, Kaschgar und Khotan, nahmen dieses Angebot an und unterwarfen sich in rascher Folge. Güčülük ergriff abermals die Flucht, die Mongolen verfolgten ihn bis nach Badachschan im heutigen Afghanistan, wo Güčülük 1218 den Tod fand. J̌ebe hatte mit dieser Kampagne sehr schnell und ohne größeres Blutvergießen, die Gebiete Kara Kitais dem Reich Dschingis Khans einverleibt und dessen Territorium beträchtlich erweitert. Nach diesem Erfolg sandte er Dschingis Khan, zum Zeichen seiner Treue, 1000 Falben mit weißer Schnauze.

#### Die Eroberung Choresmiens und die Jagd auf Schah Muhammad II. (1218–1220)

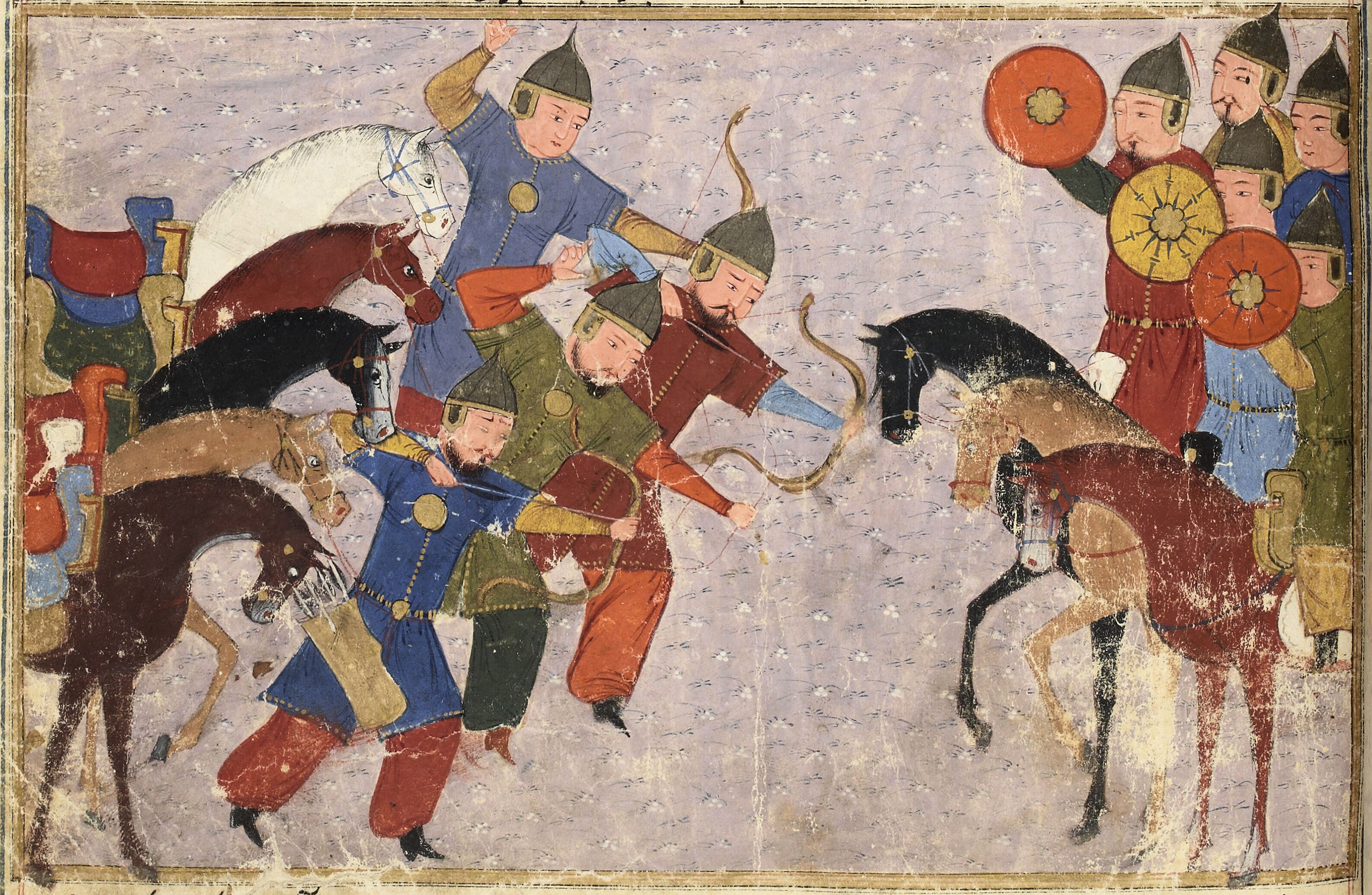
Schlacht zwischen den Mongolen und Truppen des Choresmischen Reichs. (Darstellung in einer persischen Chronik, ca. 1430.)

Durch die Eroberung Kara Kitais grenzte das mongolische Reichsgebiet nun an das Choresmische Reich, der zu dieser Zeit dominanten Militärmacht Zentralasiens. Der dortige Herrscher Choresmschah Muhammad II. (r. 1200–1220) verfolgte eine aggressive Expansionspolitik. Unter seiner Führung stieg das Choresmische Reich zur zentralasiatischen Großmacht auf und erstreckte sich um 1218 von Aserbaidschan im Westen, über den gesamten Iran bis nach Afghanistan und Pakistan im Osten. Konflikte zwischen Muhammad II. und Dschingis Khan waren unausweichlich. 1218 entsandte Dschingis Khan eine Handelskarawane und diplomatische Delegation nach Choresmien. In der Grenzstadt Otrar wurden die Händler und Botschafter jedoch massakriert. Dieser Affront stellte für Dschingis Khan einen definitiven Kriegsgrund dar. Er rüstete seine Armee und zog 1219 gegen das Choresmische Reich zu Felde. Bereits wenige Monate später waren mehrere Armeen Choresmiens geschlagen und wichtige Städte eingenommen. Der choresmische Widerstand brach zusammen und Schah Muhammad II. flüchtete nach Westen.
Wieder entsandte Dschingis Khan seine „Hunde“ J̌ebe und Sube'etai die Fährte Muhammads aufzunehmen und ihn zur Strecke zu bringen. Über mehrere Monate und über mehr als 1000 Kilometer durch feindliches Gebiet, jagten sie dem Choresmschah unerbittlich bis nach Chorasan und Mazandaran nach. Die Mongolen führten siegreich mehrere Schlachten und zerstörten mehrere Städte. Der Schah floh letztlich auf eine Insel im Kaspischen Meer, wo er Ende 1220 erschöpft und vereinsamt starb.

#### Die letzte Kampagne: Vorstoß nach Europa (1221–1223)
Nachdem sie ihre Mission erfüllt hatten, kehrten J̌ebe und Sube'etai nicht nach Osten zurück. Dschingis Khan sandte sie nach Norden, um die westlich des Kaspischen Meeres gelegenen Gebiete zu erkunden. Die Jagd auf Muhammad II. und die darauffolgende Mission rund um das Kaspische Meer, in der Literatur häufig The Great Raid (Der große Raubzug) genannt, stellt nach Ansicht zahlreicher heutiger Autoren eine außergewöhnliche militärische Leistung dar, die „in den Annalen des Krieges keine Parallele findet“ (Carl Sverdrup). Zwischen 1219 und 1224 legten J̌ebe und Sube'etai mit einem relativ kleinen Truppenkontingent, wahrscheinlich nicht mehr als 20.000 bis 30.000 Mann, mehrere tausend Kilometer zurück. Sie überrannten an die zehn Staaten oder Stammesverbände, schlugen mehr als ein Dutzend siegreiche Schlachten und zerstörten zahlreiche Städte, wobei sie meist ausufernde Massaker an der Zivilbevölkerung verübten.
Die Mongolen verwüsteten weite Teile Aserbaidschans und Arrāns und durchquerten Georgien, wo sie 1221 eine Armee unter Giorgi IV. Lascha schlugen. J̌ebe und Sube'etai zogen über Derbent nach Norden, überquerten den Kaukasus und schlugen an dessen Nordseite eine Armee von Kiptschaken und Alanen, die dort auf sie gewartet hatte. Die überlebenden Kiptschaken unter Kötan Khan flohen in das Gebiet der Rus und ersuchten dort um militärische Hilfe gegen die Invasoren. Die Fürsten Mstislaw von Kiew (r. 1214–1223), Mstislaw II. von Tschernigow (r. 1220–1223) und Mstislaw Mstislawitsch von Halitsch (r. 1221–1227) schlossen eine Allianz mit Kötan Khan und mobilisierten ihre Truppen. Nach einem Abstecher auf die Krim, wo sie das bedeutende Handelszentrum Sudak niederbrannten, folgten die Mongolen den Kiptschaken in das Gebiet der Rus und im Mai 1223 kam es in der heutigen Ukraine zu der berühmten Schlacht an der Kalka. Da Mstislaw, Mstislaw II. und Mstislaw Mstislawitsch aufgrund ihrer Rivalitäten ihre Armeen getrennt voneinander führten und die Truppenbewegungen nicht koordinierten, gelang es den zahlenmäßig stark unterlegenen Mongolen ohne Schwierigkeiten, die Schlacht für sich zu entscheiden. Die Truppen der Rus wurden fast vollständig aufgerieben, Mstislaw und Mstislaw II. fanden den Tod, nur Mstislaw Mstislawitsch und Köthan Khan gelang die Flucht.
Über J̌ebe Noyan finden sich in den Primärquellen nun keinerlei Hinweise mehr. Er wurde vermutlich im Vorfeld der Schlacht von den Kiptschaken gefangen genommen und getötet. Sube'etai setzte den Fliehenden nicht nach, sondern zog nach Osten, um in die Mongolei zurückzukehren.